# Callogorgia cristata
Callogorgia cristata is een zachte koraalsoort uit de familie Primnoidae. De koraalsoort komt uit het geslacht Callogorgia. Callogorgia cristata werd in 1931 voor het eerst wetenschappelijk beschreven door Aurivillius. 